# 허삼영
허삼영(許三榮, 1972년 6월 8일 ~ )은 전 KBO 리그 삼성 라이온즈의 투수이자, 현재는 KBO 경기감독관이다.

## 선수 시절

### 삼성 라이온즈시절
대구상업고등학교 졸업 후 1991년에 고졸우선 지명을 받아 입단했으나 고질적인 허리 부상으로 1군에는 통산 4경기에 등판해 승패 없이 평균자책점 15.43을 기록했다.

## 야구선수 은퇴 후
1996년부터 삼성 라이온즈의 훈련지원요원, 전력분석팀장, 운영팀장 대행 등 23년 동안 구단 프런트로 일했으며, 주로 전력분석관을 맡았다.
2019년 9월 30일에 김한수의 후임 감독으로 선임되었고, 2021년에는 삼성 라이온즈가 6년 만에 포스트 시즌에 오르는 데 기여했는데 향토 출신 6번째였으나 대구상고 출신으로 치자면 故 서영무 정동진 우용득 감독에 이어 4번째였다.
다만 2021년에는 유격수 이학주와 불화를 크게 빚었다. 결국 2021 시즌 후 이학주를 투수 최하늘과 맞바꾸었다.
그러나 2022년에는 시즌 시작부터 몇몇 주축 선수들의 컨디션 난조를 시작으로 팀 창단 이래 최다 연패인 13연패를 기록했고, 결국 성적 부진으로 8월 1일에 감독직에서 사퇴했다.
2022년부터 행정가 커리어도 시작했으며, WBC 국가대표팀의 전력분석원으로 나섰다.
2023년에는 롯데 자이언츠의 전력강화 코디네이터로 1시즌 동안 재임했다.
2024년부터 KBO의 경기감독관으로 나서고 있다.

## 출신 학교
- 대구옥산초등학교
- 대구중학교
- 대구상업고등학교